# UFC Fight Night: Burns vs. Brady
UFC Fight Night: Burns vs. Brady (conosciuto anche come UFC Fight Night 242, oppure UFC on ESPN+ 100 o anche UFC Vegas 97) è stato un evento di arti marziali miste tenuto dalla Ultimate Fighting Championship il 7 settembre 2024 all'UFC APEX di Las Vegas, negli Stati Uniti.

## Risultati
|                  | Divisione               |                  |                 |                    | Metodo                                  | Round           | Tempo           | Premio          |
| Card Principale  | Card Principale         | Card Principale  | Card Principale | Card Principale    | Card Principale                         | Card Principale | Card Principale | Card Principale |
| ---------------- | ----------------------- | ---------------- | --------------- | ------------------ | --------------------------------------- | --------------- | --------------- | --------------- |
|                  | Pesi welter             | Sean Brady       | batte           | Gilbert Burns      | Decisione unanime (50–45, 50–45, 49–46) | 5               | 5:00            |                 |
|                  | Pesi mosca femminili    | Natália Silva    | batte           | Jéssica Andrade    | Decisione unanime (30–27, 30–27, 30–27) | 3               | 5:00            | FOTN            |
|                  | Catchweight (148.5 lbs) | Steve Garcia     | batte           | Kyle Nelson        | KO tecnico (gomitate e pugni)           | 1               | 3:59            | POTN            |
|                  | Pesi gallo              | Cody Durden      | batte           | Matt Schnell       | Sottomissione (ninja choke)             | 2               | 0:29            | POTN            |
|                  | Pesi leggeri            | Yanal Ashmouz    | batte           | Trevor Peek        | Decisione unanime (30–27, 29–28, 29–28) | 3               | 5:00            |                 |
| Card Preliminare |                         |                  |                 |                    |                                         |                 |                 |                 |
|                  | Pesi leggeri            | Chris Padilla    | batte           | Rong Zhu           | KO tecnico (stop medico)                | 2               | 2:14            |                 |
|                  | Pesi piuma              | Isaac Dulgarian  | batte           | Brendon Marotte    | Sottomissione (arm-triangle choke)      | 2               | 4:19            |                 |
|                  | Pesi mosca              | André Lima       | batte           | Felipe dos Santos  | Decisione unanime (30–27, 29–28, 29–28) | 3               | 5:00            |                 |
|                  | Pesi piuma              | Gabriel Santos   | batte           | Yi Zha             | Decisione unanime (30–26, 30–26, 30–27) | 3               | 5:00            |                 |
|                  | Pesi paglia femminili   | Jaqueline Amorim | batte           | Vanessa Demopoulos | Sottomissione (armbar)                  | 1               | 3:28            |                 |
|                  | Catchweight (188.5 lbs) | Andre Petroski   | batte           | Dylan Budka        | Decisione unanime (30–27, 30–27, 30–27) | 3               | 5:00            |                 |
|                  | Pesi piuma              | Nathan Fletcher  | batte           | Žygimantas Ramaška | Sottomissione (arm-triangle choke)      | 2               | 1:14            |                 |

## Premi
I lottatori premiati ricevettero un bonus di 50.000 dollari.
Legenda:
- FOTN: Fight of the Night (vengono premiati entrambi gli atleti per il miglior incontro dell'evento)
- POTN: Performance of the Night (viene premiato il vincitore per la migliore performance dell'evento)